# O klasyczności i romantyczności
O klasyczności i romantyczności, tudzież o duchu poezji polskiej – rozprawa Kazimierza Brodzińskiego opublikowana w 1818 r. w "Pamiętniku Warszawskim", w dwóch częściach.
Brodziński w rozprawie ukazał swoje rozumienie literatury narodowej i kierunków rozwoju piśmiennictwa polskiego. Ten cel był dla niego istotniejszy niż obiektywna analiza nurtów artystycznych. Uznając wartości estetyczne wywodzące się z tradycji antycznej (klasycyzm), doceniał rodzące się nowe idee (romantyzm). Model literatury promowanej przez Brodzińskiego miał łączyć elementy obu tych nurtów. Brodziński wskazywał na takie charakterystyczne cechy poezji polskiej i szerzej charakteru narodowego, jak swobodna, ale nieposępna wyobraźnia, łagodna czułość, prostota wyrazu, pochwała cnoty i czynów obywatelskich, miłość ojczyzny. Widział romantyczną potrzebę przedstawiania w literaturze uczuć, zaś przeżycie estetyczne miało być podstawą oceny dzieł. Przeciwstawiał się jednak nadmiernej mistyce, fantastyce, grozie, eksploatowaniu średniowiecznej tradycji rycerskiej. Za gatunek odpowiadający polskiemu duchowi uznawał sielankę (w Dziadów części III Mickiewicz w usta Literata włożył stwierdzenie Sławianie, my lubim sielanki, nawiązujące do Brodzińskiego).
Propozycja Brodzińskiego wywołała opór zarówno klasyków, jak i romantyków. Dla tych drugich bliższa była sentymentalizmowi niż właściwemu romantyzmowi. Rozprawa zainicjowała długą dyskusję (spór klasyków z romantykami), w której brali udział m.in. ze strony klasyków Jan Śniadecki, zaś romantyków Maurycy Mochnacki. Dzieło było też pionierskim przejawem krytyki socjologizującej, która opisuje kulturę jako wynik splotu uwarunkowań społecznych i historycznych.